# Ист Ерл (Пенсилванија)
Ист Ерл (енгл. East Earl) насељено је место без административног статуса у америчкој савезној држави Пенсилванија.

## Демографија
По попису из 2010. године број становника је 1.144.
| Група             | 2000.    | 2010.         |
| Белци             | 0 (0,0%) | 1.083 (94,7%) |
| Афроамериканци    | 0 (0,0%) | 8 (0,7%)      |
| Азијати           | 0 (0,0%) | 15 (1,3%)     |
| Хиспаноамериканци | 0 (0,0%) | 32 (2,8%)     |
| Укупно            | 0        | 1.144         |